# المنزل (قابس)
المنزل أو منزل قابس هو الجزء الجنوبي من مدينة قابس والذي يضم المدينة القديمة بجامعه الكبير.